# CHa-21
CHa-21 — мисливець за підводними човнами Імперського флоту Японії, який взяв участь у Другій cвітовій війні.
CHa-21 належав до серії допоміжних мисливців, споруджених з використанням можливостей малих суднобудівних підприємств. Ці кораблі мали дерев'яний корпус та при зникненні зацікавленості у них зі сторони збройних сил мали бути перетворені на риболовецькі судна.
Спорудження корпусу CHa-21 здійснили на верфі у Фукусімі (північна частина східного узбережжя Хонсю), а його оснащення озброєнням провели на верфі ВМФ у Куре.
Корабель ніс службу на сході Мікронезії. 30 січня 1944-го американці розпочали операцію по встановленню контролю над Маршалловими островами. Цього дня на атолі Кваджелейн літаками з авіаносців був знищений цілий ряд японських допоміжних мисливців за підводними човнами і серед них CHa-21.